# Core-Degenerate Szenario
Das Core-Degenerate Szenario ist in der Astrophysik ein alternatives Modell für die Explosion einer thermonuklearen Supernova vom Typ Ia.
Supernovae vom Typ Ia sind die Standardkerzen für kosmische Entfernungen und haben über die Phillips-Beziehung zur Entdeckung der beschleunigten Expansion des Universums geführt. Es handelt sich bei diesen Supernovae um das plötzliche Einsetzen thermonuklearer Reaktionen in den Kernen von Weißen Zwergen nach Überschreiten der Chandrasekhar-Grenze, bei dem Kohlenstoff verbrannt und der kompakte Stern vollständig zerstört wird. Die Standardmodelle für die thermonuklearen Supernovae sind das einfach und das zweifach entartete Szenario. Im einfach entarteten Szenario akkretiert ein Weißer Zwerg in einem Doppelsternsystem Materie von einem Begleiter nach dem Überschreiten der Roche-Grenze und der Weiße Zwerg erreicht überwindet auf diese Weise die Chandrasekharsche Grenzmasse. Im zweifach entarteten Szenario kollidieren zwei Weiße Zwerge in einem Doppelsternsystem nach der Abstrahlung von Gravitationswellen und verschmelzen zu einem supermassiven Weißen Zwerg, der als eine Supernova vom Typ Ia explodiert.
Beide theoretischen Modelle sind nicht durch Beobachtungen bestätigt. Im Fall des einfach entarteten Szenarios sollte der massenspendende Begleiter durch die Supernovaexplosion große Mengen an Energie absorbieren und noch einige tausend Jahre nach der Supernova nicht im thermischen Gleichgewicht sein. Die Suche nach solchen ehemaligen Begleitsternen in und in der Nähe von Supernovaüberresten war bisher erfolglos. Im Falle des zweifach entarteten Szenarios sollte es vor der Explosion zu einem starken Anstieg der Röntgenstrahlung kommen, da der masseärmere Weiße Zwerg durch Gezeitenkräfte zerrissen wird und einen Ring um dem massereicheren Weißen Zwerg bildet. Durch die Akkretion aus dem Ring auf den Weißen Zwerg sollte sich eine Unterart der Superweiche Röntgenquellen bilden. Weder konnte vom Ort einer Supernova vom Typ Ia vor dem Ausbruch Röntgenstrahlung nachgewiesen werden noch reicht die Anzahl Super Soft X-ray Sources aus um die beobachtete Häufigkeit dieser Unterart von Supernovae zu erklären.
Das Core-Degenerate Szenario beschreibt auch die fehlende Wechselwirkung mit zirkumstellarer Materie bei Supernovae wie SN 2011fe, die sowohl bei dem einfachen als auch dem zweifachen entarteten Szenario erwartet wird. Das Core-Degenerate Szenario entsteht in einem Doppelsternsystem bestehend aus einem Weißen Zwerg und einem Stern, der die Hauptreihe verlassen hat und sich bereits auf dem asymptotischen Riesenast befindet. Der Rote Riese dehnt sich weiter aus, bis der Weiße Zwerg innerhalb der Atmosphäre des Riesensterns den gemeinsamen Schwerpunkt umläuft. Aufgrund der inneren Reibung wird der Weiße Zwerg angebremst und verringert den Abstand zum Kern des Roten Riesen, bis die beiden verschmelzen. Dabei kann ein Weißer Zwerg entstehen, dessen Masse oberhalb der Chandrasekhar-Grenze liegt und extrem schnell rotiert. Durch die Rotation wird der Weiße Zwerg gegen einen Gravitationskollaps stabilisiert. Die ehemalige Atmosphäre des Roten Riesen wird während der Common-Envelope-Phase in Form einer Leuchtkräftigen Roten Nova abgeworfen.
Der schnell rotierende Weiße Zwerg verliert sein Drehmoment nur langsam über eine Wechselwirkung zwischen einem Sternwind und dem Magnetfeld des kompakten Sterns. Dadurch können Verzögerungen zwischen der Common Envelop-Phase und der Explosion als Supernova von bis zu 10 Milliarden Jahren auftreten, wenn die Rotationsgeschwindigkeit soweit abgebremst wurde, dass der Gravitationskollaps nicht mehr abgewendet wird. Das Core-Degenerate Szenario produziert Supernova aus Weißen Zwergen mit Massen zwischen 1,4 und 1,48 Sonnenmassen, was die beobachtete Homogenität dieses Supernovatyps unterstützt. Allerdings kann nach groben Abschätzungen das Core-Degenerate Szenario nur für ungefähr 10 Prozent der beobachteten Supernovarate verantwortlich sein und kann weder Super Chandrasekhar Supernovae noch die Supernovae vom Typ Iax erklären.